# Оболенский, Василий Владимирович Каша
Василий Владимирович Оболенский, прозванный Каша (ум. после 1515) — князь, воевода на службе у Московского князя Ивана III Васильевича, один из представителей княжеского рода Оболенских, отрасли князей Черниговских. Рюрикович в XVIII поколении. Сын князя Владимира Ивановича Оболенского и родоначальник ветви князей Кашиных-Оболенских. Его род пресёкся в 1632.

## Биография
В 1493 году князь Василий Кашин-Оболенский участвовал в военном походе против Литвы под Мезецк и Серпейск, под начальством удельного князя Фёдора Васильевича Рязанского, 2-м воеводою Сторожевого полка. Участвовал во взятии Серпейска. В 1495 году был наместником в Путивле. В 1503 году снова участвовал в походе на Литву.

## Дети
- Иван Глухой (ум. после 1527)
- Александр (ум. после 1542)
- Иван Скок
- Иван Меньшой